# Émeutes indiennes de 1925
Les émeutes indiennes de 1925 sont seize émeutes communales survenues dans toute l'Inde britannique. Les pires événements ont été signalés en mars à Delhi, en septembre à Aligarh, à Arvi dans le district de Wardha et à Solapur.

## Déroulement
L'émeute d'Aligarh a eu lieu le 22 septembre dans les Provinces-Unies de l'Inde britannique (en) (actuel Uttar Pradesh). Des seize émeutes communales qui ont eu lieu cette année-là, elle a été considérée comme l'une des plus graves. Le London Times a écrit deux articles sur les émeutes. L'émeute a été confinée à Aligarh qui est dans le top cinq des villes les plus sujettes aux émeutes en Inde. Selon un rapport du Singapore Free Press (en), le 24 septembre 1925, il avait été dit que les émeutes avaient été causées par des musulmans lançant des pierres sur des hindous lors de la fête de Ramlila, les hindous ont riposté et dans la violence qui a suivi, soixante hommes et femmes musulmans ont été blessés et douze hindous ont été hospitalisés. 
Cheikh Abdullah s'exprimant lors d'une conférence de la Ligue musulmane à Aligarh a comparé la violence qui a duré un an aux croisades, affirmant que le danger le plus grave auquel les musulmans aient jamais eu à faire face était la résurgence actuelle de l'hindouisme. Le nombre officiel de personnes tuées dans l'émeute était de six, quatre musulmans et deux hindous. 